# Tărtăria
Tărtăria – wieś w Rumunii, w okręgu Alba, w gminie Sălciua. W 2011 roku liczyła 656 mieszkańców.